# Shock response spectrum

Animatie van een reactie op een stoot van een massa veersysteem met een vrijheidsgraad. 1 massa. 2 veerstijfheid. 3 stoot apparaat (trilbank). t0 tijdstip begin van de stoot. t1 tijdstip einde van de stoot. t2 tijdstip van de maximale positieve reactie op de stoot. t3 tijdstip van de maximale negatieve reactie op de stoot.

Een shock response spectrum (SRS) is een grafische presentatie van de reactie, per frequentie, van een schok op een voorwerp. Dit voorwerp kan een mechanische constructie, een gebouw of zelfs een levend wezen zijn.
Een schok veroorzaakt een mechanische spanning in het voorwerp. Deze mechanische spanning kan leiden tot een breuk.
Als door een aardbeving of bij een botsing een voorwerp plotseling versneld of vertraagd wordt, zal het voorwerp dit als een schok ervaren. Afhankelijk van de eigenschappen van het voorwerp (massa, veerstijfheid en frequentiegevoeligheid) zal de schok in het voorwerp natrillen. Dit natrillen zal na verloop van tijd langzaam minder worden. Dit komt doordat elk (natuurlijk) voorwerp een zekere mate van demping heeft. Wordt als voorbeeld een snaar van een muziekinstrument aangeslagen, dan zal deze gaan trillen. Afhankelijk van de spanning en de vrijliggende afstand van de snaar zal deze in een bepaalde frequentie gaan trillen (toonhoogte). Dit trillen van de snaar wordt na verloop van tijd minder. Dit minder worden van de trilling wordt door de demping van de snaar veroorzaakt. In de animatie is dit grafisch weergegeven. De cilinder (3) stoot het voorwerp aan. Het voorwerp is in de animatie als een massa veersysteem met een vrijheidsgraad (en: SDoF / Single Degree of Freedom system) weergegeven. De stoot is grafisch op X as weergegeven. De reactie van het voorwerp op de stoot (en: SR / Shock Respons) is grafisch op de Y as weergegeven. Merk op dat in de animatie de stoot door het voorwerp versterkt wordt. Dit versterkende effect is mede afhankelijk van de stootduur en van de eigenschappen van het voorwerp (massa en de veerstijfheid). Het kan ook zijn dat er bijna geen stootreactie optreedt.

## Geschiedenis
Maurice Anthony Biot bedacht in 1932 het shock response spectrum in zijn proefschrift. Deze grafiek is een handig hulpmiddel om de reactie van een schok (zoals een aardbeving) op een voorwerp (zoals een gebouw) te voorspellen.

## Grafiek
Een SRS-grafiek kan worden gemaakt door schokmeetdata te analyseren of ze kan worden gemaakt door de reactie op een schok te berekenen. Bij een berekening wordt uitgegaan van een vereenvoudigd enkelvoudig systeem met een enkele vrijheidsgraad (Engels: Single Degree of Freedom, SDOF) en met een (gedempte) natuurlijke frequentie. Per frequentie wordt dan de reactie van het voorwerp (of systeem) op een schok berekend. Deze reacties worden dan grafisch in de grafiek weergegeven. Bij het analyseren van meetdata wordt een soortgelijke aanpak gevolgd. Zie de figuur. Per frequentie wordt gemeten wat de reactie van de constructie (A) op de aangeboden schok is. Van elke reactie wordt de maximale waarde (B) bepaald. Deze maximale waarde wordt in de grafiek (C) als een punt ingevoerd. In de voorbeeldgrafiek zijn dit vier frequenties, ƒ1, ƒ2, ƒ3 en ƒ4. Deze vier maximale schokwaarden zijn als meetpunt ingevoerd. Door deze meetpunten wordt vervolgens een verbindingslijn getrokken.
Verschillende dempingkarakteristieken van een en hetzelfde systeem geven verschillende SRS-grafieken. Vaak wordt in een SRS-grafiek een systeem zonder demping weergegeven. Deze grafiek geeft dan de maximaal mogelijke reactie op een schok weer. Wordt daarentegen in de SRS-grafiek de demping opgenomen, dan zullen de waarden minder extreem zijn. Als er bijvoorbeeld sprake is van een zeer hoge demping in het systeem, dan zal in de SRS-grafiek een bijna horizontale lijn worden weergeven. Een SRS-grafiek is incompleet als de dempingsfactor niet in de grafiek is aangegeven.

## Toepassingen
In de techniek wordt een SRS-grafiek gebruikt om te voorspellen hoe een voorwerp zal reageren op een schok. Toepassingsgebieden zijn: botsgedrag van voertuigen, ruimtevaart (lanceertrillingen), lawaaibestrijding (geluidsdemping), logistiek trillen tijdens laden, lossen en transport (trillingen).
De SRS-grafiek is niet toepasbaar (bruikbaar) bij niet-linear systeemgedrag van het voorwerp.